# Territori d'Iowa

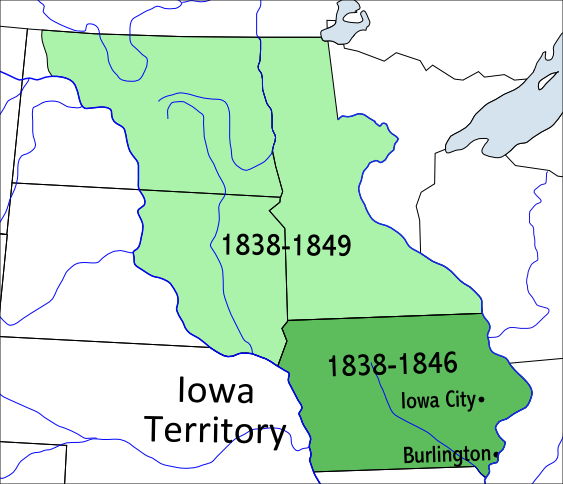
El territori que no va esdevenir estat d'Iowa el 1846 es va convertir en territori no organitzat. El govern d'aquesta àrea s'organitzaria com a part del Territori de Minnesota el 1849.

El Territori d'Iowa va ser un territori organitzat incorporat als Estats Units que va existir 4 de juliol de 1838 al 28 de desembre de 1846, quan la part sud-oriental va ser admès a la Unió com l'Estat d'Iowa. La resta del Territori no tindria govern territorial organitzat fins que el Territori de Minnesota es va organitzar el 3 de març de 1849.
La major part de la zona del territori formava part inicialment de la compra de la Louisiana i era una part del Territori de Missouri. Quan Missouri es va convertir en un estat el 1821, aquesta àrea (juntament amb les Dakotes) es va convertir efectivament en un territori no organitzat. L'àrea va estar tancada als colons blancs fins a la dècada del 1830, després que finalitzés la Guerra de Black Hawk. Va ser incorporat al Territori de Michigan el 28 de juny de 1834. El setembre de 1834 el Districte d'Iowa es va dividir en dos comtats; el del nord (que començava al sud de l'actual Davenport) va ser nomenat comtat de Dubuque, i el del sud comtat de Demoine. Quan Michigan es va convertir en un estat el 1836, la zona es va convertir en el Districte d'Iowa del territori occidental de Wisconsin, la regió oest del riu Mississipi.
Les fronteres originals del Territori, establertes el 1838, incloïen Minnesota i parts de Dakota del Nord i del Sud, i abastaven uns 500.000 km² de terra. Les capitals van ser Burlington (1838–1841) i Iowa City (1841–1849).